# Tizheruk
Na mitologia inuíte, a Tizheruk é uma criatura parecida com uma cobra grande mítica que é dita habitar as águas próximas à Ilha Key, Alasca. A lenda foi primeiramente iniciada peolos inuítes. É dito ter uma cabeça de 7 pés e uma cauda com uma nadadeira. Os nativos locais afirmam que ela tem arrebatado pessoas para fora dos píeres sem que estas notem sua presença. Também é chamado de Pal-Rai-Yûk. É dito ser semelhante à Naitaka dos Okanakanes (Ogopogo) e ao Haietlik de Nootka.

## Leitura aprofundada
- Brian Molyneaux. "The North American Indians and Inuit Nations: Myths and Legends of North America (Mythology of)" ISBN 1842158643;
- LLC Books. Inuit Legendary Creatures: Qiqirn, Akhlut, Ijiraq, Amarok, Saumen Kar, Tizheruk. ISBN 1158650086;
- Hephaestus Books. Native American Legendary Creatures, Including: Cipactli, Ahuizotl (Creature), Chaneque, Xelhua, Nagual, Vision Serpent, Huay Chivo, Cadejo, Yahui, Qiqirn, Akhlut, Ijiraq (Mythology), Amarok (Wolf), Tizheruk, Saumen Kar, Bigfoot, Thunderbird (Mythology). ISBN 1244266396;
- Rink, Henry (1875). Tales and Traditions of the Eskimo (with a Sketch of their Habits, Religion, Language and other Peculiarities). London. Reduced to HTML by Christopher M. Weimer, April 2003.